# László Fülöp Elek

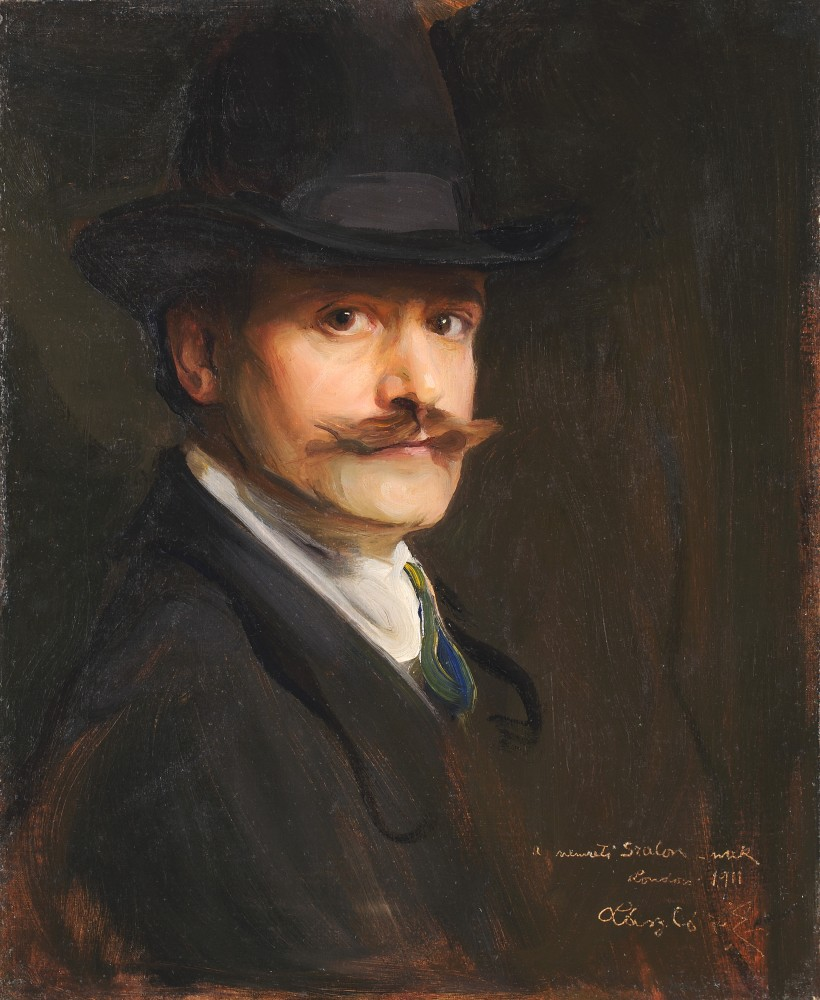
Önarcképe

Lombosi László Fülöp Elek [születési nevén: Laub Fülöp; angliai honosítása után Philip Alexius de László] (Pest, 1869. április 30. – London, 1937. november 22.) Corvin-díszjelvénnyel kitüntetett magyar festőművész, a Brit Királyi Viktória-rend IV. osztályának tiszteletbeli tagja, a brit Királyi Művészeti Társaság elnöke (1930). Vezetéknevét 1891-ben változtatta Lászlóra.
A nemzetközi születési-, illetőleg pénzarisztokrácia utolsó „udvari festője”. Elsősorban királyokról, királynőkről, főnemesekről és kiemelkedő közéleti személyiségekről készített portréiról ismert, de a magyar vidéki életről, utazásai helyszínéről is festett zsáner– illetve tájképeket.
Mint korának egyik legnagyobb portréfestője, élete alkonyán, több mint 4000 képpel a háta mögött, így összegezhette a festőművészetben elfoglalt pozícióját:: „a nagyvilág művésze vagyok”. Ő maga is fölismerte: „…történelmet festek, nemcsak egyéneket”. László Fülöp volt az utolsó az európai festészetben, aki a legkülönbözőbb országokban készült képeivel korának történelmét örökítette meg. Festői életműve ebből a nézőszögből is több mint puszta arcképfestészet. Művészete a klasszikus, késő reneszánszban gyökerező portréfestészet utolsó nagy fejezete.

## Ifjúkora és tanulmányai
Szerény körülmények között született Laub Adolf gabonakereskedő és Goldreich Johanna zsidó szülők legidősebb fiaként, kilenc gyermek közül, akiknek csak ötük érte meg a felnőttkort. 14 évesen kezdett dolgozni, először Neumann címerfestő műhelyében, majd Strelisky Lipót fotográfus műtermében retusőrként. Tanulmányait 1884-től az Iparrajziskolában, majd 1886-tól a Mintarajziskolában végezte, Székely Bertalan és Lotz Károly növendékeként. Ezt követően 1889–1890 és 1891–1892 között Münchenben a Képzőművészeti Akadémián Liezen-Mayer Sándor osztályában, közben 1890–1891 között egy évet Párizsban a Julian Akadémián tanult, ahol Jules Lefebvre és Benjamin Constant tanítványa volt.

## Munkássága
László Fülöp 1894-ben kapta első állami megrendelését, Szilágyi Dezső igazságügyminiszter arcképének elkészítésére.
Nagy kiugrását a Kosmos-részvénytársaság egyik megrendelésének köszönhette. Ferdinánd bolgár fejedelem képmását kívánta sokszorosítani ez a társulat, s választása a pályakezdő László Fülöpre esett. Őt küldték le Szófiába, hogy a fejedelemről élethű képmást készítsen. És a portré oly remekül sikerült, hogy azon nyomban megrendelést kapott a bolgár metropolita megfestésére is.
Ferdinánd bolgár fejedelem (született Szász-Coburg-Koháry herceg; később I. Ferdinánd bolgár cár) fölkarolta a fiatal művészt, s beajánlotta a rokonaihoz: egyes fejedelmi udvarokba. Így indult László Fülöp üstökösszerű karrierje.
1899-ben Ferenc József császár ült neki modellt, majd egy évvel később XIII. Leó pápa Vatikánban készült arcképével a párizsi Nemzetközi Kiállítás nagy aranyérmét nyerte. 1900-ban Viktória királynő kérte fel kedvenc tábornoka, Sir George White portréjának megfestésére. Ebben az évben festette meg a német császári család tagjait is. 1907-ben Londonban telepedett le, ahol még ugyanebben az évben kiállítás nyílt műveiből a Művészeti Társaságnál, és röviddel ezután felkérést kapott a brit királyi család tagjainak megfestésére. 1908-ban az Egyesült Államokba utazott, hogy portrét készítsen Theodore Roosevelt elnökről, melyet később Coolidge, Hoover és Harding elnökök felkérése követett.
A londoni Royal Art School tanára volt több éven át. Portréfestőként rendkívül sikeres pályát futott be. Több kiemelkedő közéleti személyiség arcképét megfestette. Megrendelői között több európai uralkodó mellett ott találjuk a magyar és a nemzetközi arisztokrácia képviselőit, minisztereket, hercegeket, grófokat és egyházi személyiségeket, négy amerikai elnököt, művészeket és tudósokat – a világ minden tájáról. Élete során több, mint 4000 képet festett, elsősorban portrékat, közöttük olyan hírességekét, mint VII. Eduárd angol király, Görgei Artúr tábornok, Horthy Miklós, Jerome K. Jerome angol író, XIII. Leó pápa, Mariano Rampolla vatikáni bíboros, Lord Rothermere politikus, Theodore Roosevelt amerikai államelnök, II. Vilmos német császár.
II. Vilmos tetszését olyannyira megnyerték László Fülöpnek a róla és családjának tagjairól készített festményei, hogy a vörös sasrendet személyesen, e szavakkal tűzte a művész mellére: „Nemcsak mint művészt, de mint embert is igazán megszerettük önt” – mondta, s aztán karonfogta, hogy átvezesse a császárnéhoz. – „Jöjjön csak, jöjjön, a feleségem és a leányom is gratulálni akar önnek. Ők is szívből örvendenek a szép arcképeknek s az ön sikereinek.”
A második világháborút követően, a hagyományos arisztokrácia történelmi szerepének meggyengülésével a László Fülöp által művelt reprezentatív, nagy portréművészet elveszítette jelentőségét.
Számos bélyegképet is festett. Egyiptomi bélyegen I. Fuád királyt; Cook-szigetek bélyegein az anyakirálynőt, mint York hercegnőjét (1925); Mikronézia bélyegén II. Erzsébetet, mint Yorki hercegnőt 7 éves korában (1933); valamint számos monacói bélyegen II. Lajost, Monaco hercegét (1850-1949) és egy festménybélyegen Charlotte Louise Juliette hercegnőt (1898-1977); az Egyesült Államok egy bélyegén Theodore Roosevelt elnököt (1858-1919).
Bár brit állampolgár lett, magyarságára mindig büszke maradt. Támogatta a magyar művészeket, több művét is a magyar államnak adományozta.
Élete és munkássága kutatását a The de Laszlo Archive Trust elnevezésű alapítvány segíti. A kutatómunka eredményeként 2018-19-ben a művész huszonkét, addig lappangó festménye került elő.

## Magánélete
Már harmincévesen az egyik legvagyonosabb magyar festő volt, és egy várkastélyszerű csodálatos műteremvillában lakott a Városliget közelében, a Zichy Géza utca 10.-ben. 1900-ban feleségül vette az írországi Stillorganból származó Lucy Madeleine Guinnesst, a tehetős és előkelő kapcsolatokkal rendelkező ír sörgyáros leányát, akivel 1892-ben ismerkedett meg Münchenben. Hat gyermekük született. 1903-tól Bécsben és Párizsban élt családjával, végül 1907-ben Londonban telepedtek le.
László 1914-ben felvette az angol állampolgárságot, de ennek ellenére az első világháború alatt őrizetbe vették és egy évre internálták.
1937. november 22-én hunyt el londoni otthonában szívinfarktus következtében.

## Kiállítások
Rendszeresen kiállított a Műcsarnok, a párizsi Szalon, a Velencei Biennálé, a müncheni Glaspalast, valamint a bécsi Künstlerhaus tárlatain. Kiállításai voltak a többi közt Berlinben (1897, 1900, 1909), Budapesten (1907, 1925), Londonban (1907, 1908, 1927, 1929), New Yorkban (1925), Párizsban (1931).
Említésre méltó tény, hogy 1911-ben, a londoni Agnew Galériában maga II. Vilmos német császár nyitotta meg azt a kiállítást, melynek fő attrakciója éppen az ő lovasképmása volt.
A Magyar Nemzeti Galéria több művét őrzi. Külföldön többek között Párizsban, Rómában, Oxfordban, Firenzében találhatók meg munkái.
Alkotásaiból utoljára 1925-ben láthatott válogatást Budapest közönsége a Műcsarnokban, ezt követően 2019-ben időszaki kamarakiállítást rendeztek a Magyar Nemzeti Galériában, amelyen a festmények mellett számos fotó, a művész kitüntetései és az általa készített amatőr filmek is megtekinthetők voltak. A kiállítás megnyitójával egy időben jelent meg a Corvina Könyvkiadó gondozásában Duff Hart-Davis és Caroline Corbeau-Parsons 2010-ben a Yale kiadónál megjelent életrajzának bővített és átdolgozott magyarországi kiadása László Fülöp élete és festészete címmel.

## Kitüntetések

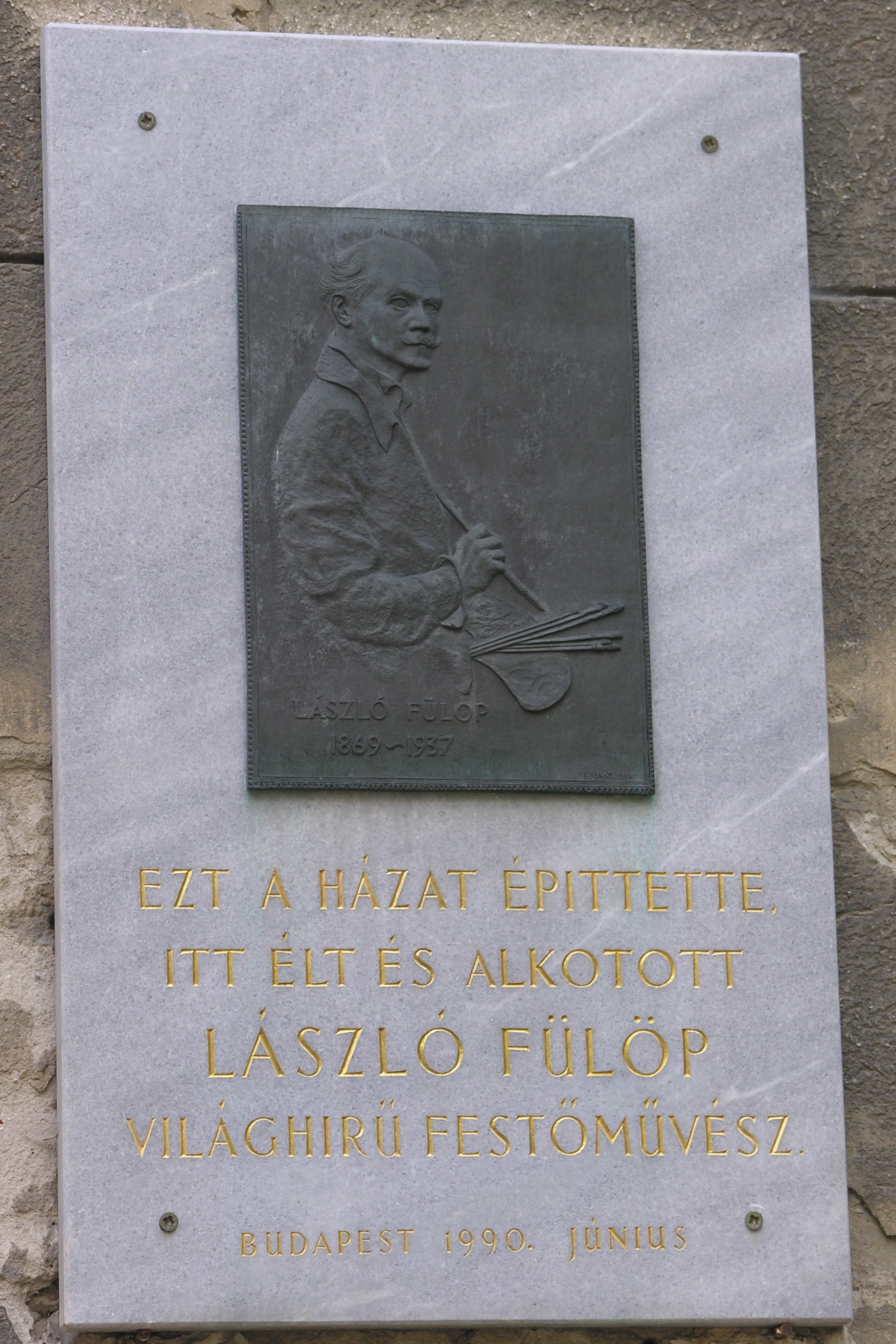
Emléktáblája a Budapest, Zichy Géza utca 10-ben

László Fülöp élete során 22 kitüntetést és 17 érdemérmet kapott, több akadémia tiszteletbeli tagja volt.
1909-ben VII. Edward király Viktória renddel tüntette ki, majd 1912-ben Ferenc József nemesi rangra emelte lombosi előnévvel, ekkortól a Philip Alexius de László of Lombos nevet használta.
Művészként a legnagyobb kitüntetés azonban akkor érte, amikor felkérték, hogy a firenzei Pitti Galéria szamara, ahol a világ legnagyobb mestereinek portré-képtára van, fesse meg önarcképét.(1911)
Megkapta a Francia Köztársaság Becsületrendjét, valamint halála előtt néhány nappal a Corvin-díszjelvényt.

## Művészi hitvallása
«Az arckép festésénél mindenekelőtt a festendő egyénnek általános megjelenése, lelki és szellemi világa által hagyom magam befolyásolni. Természetesen a művész jellemétől, lelki kultúrájától függ: mennyire és minő irányban befolyásolható. Valamint az életben, úgy a természet előtt is a festendő személlyel szemben mindenkor szeretettel, őszintén és nyíltan kell szemben állanunk, csak így alkotható komoly és egyéni művészet.»

## Festményei

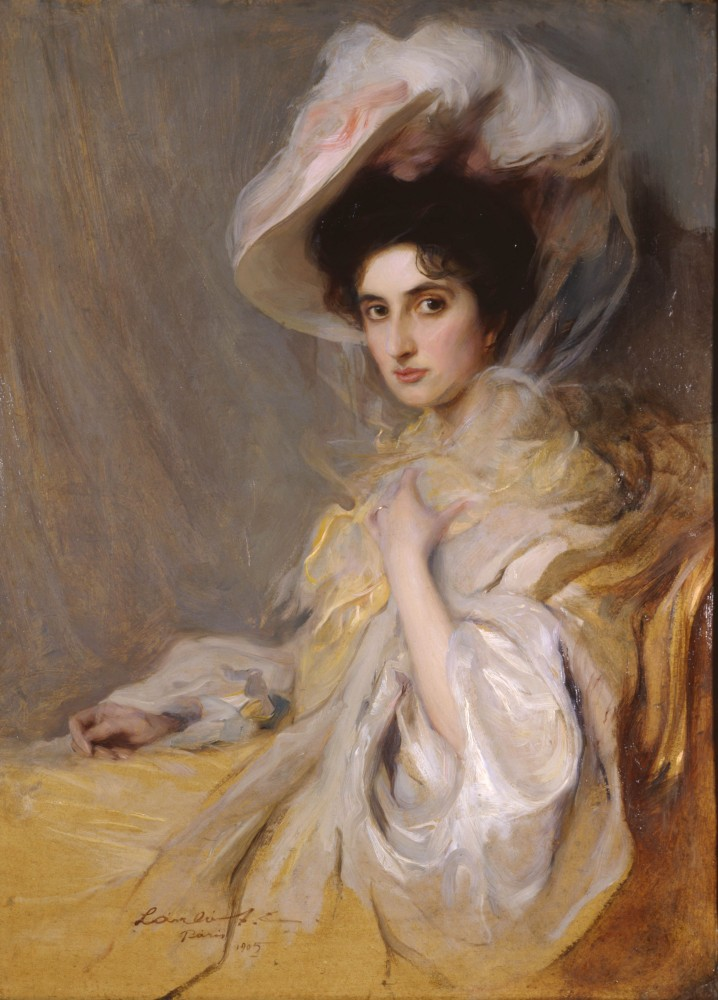
Guiche hercegnő, született Élaine Greffulhe (1905)
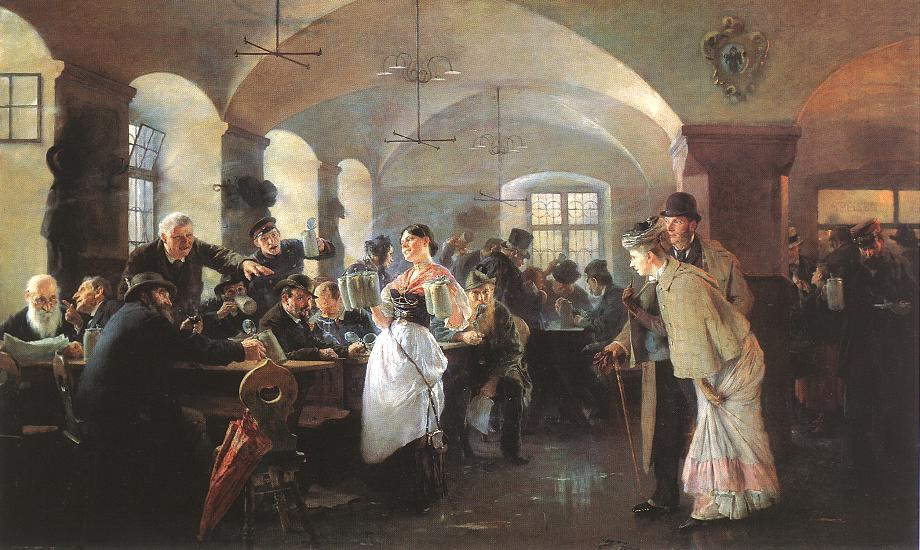
A müncheni Hofbrauhausban, 1892
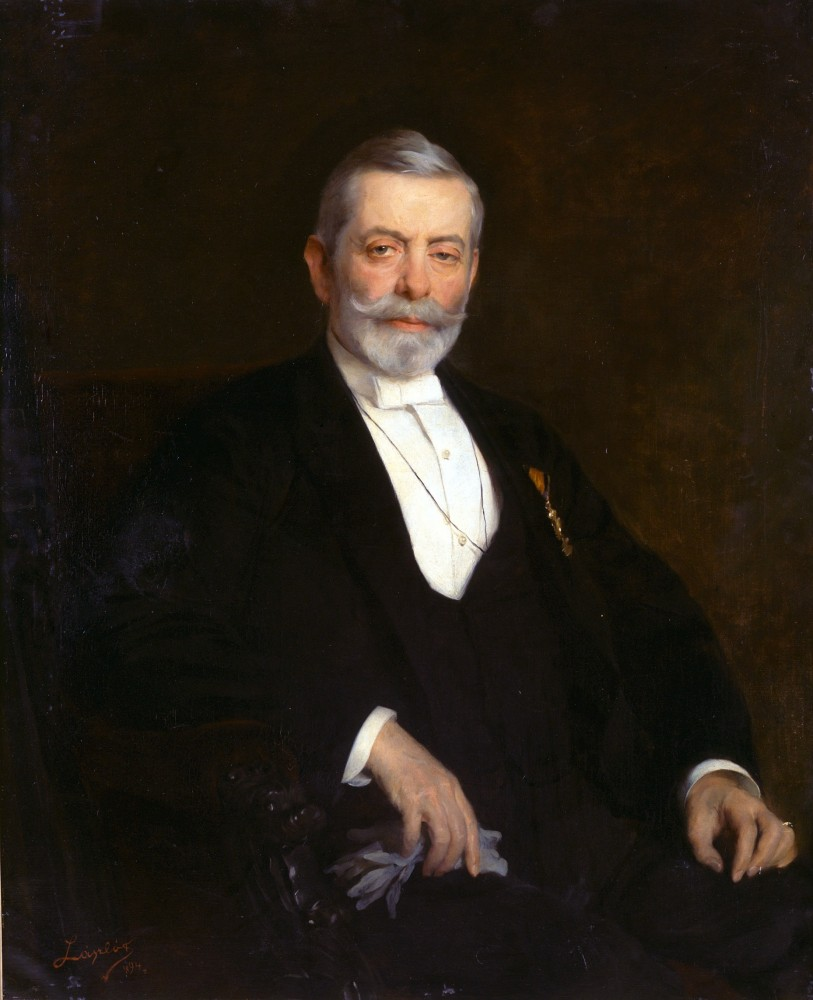
Wechselmann Ignác képmása, 1894
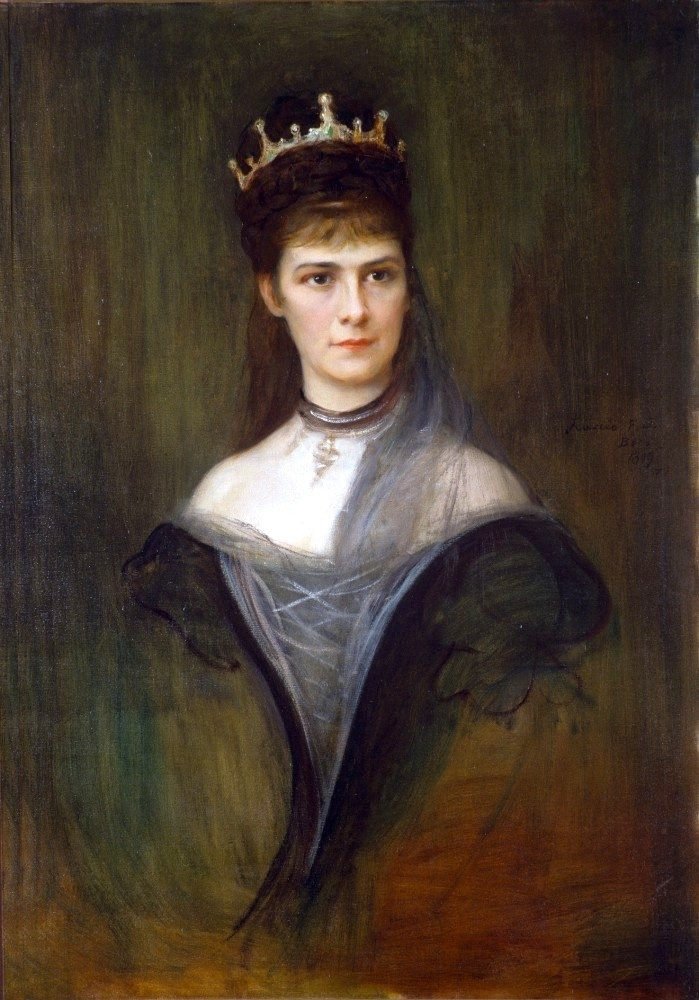
Erzsébet királyné, 1898 előtt
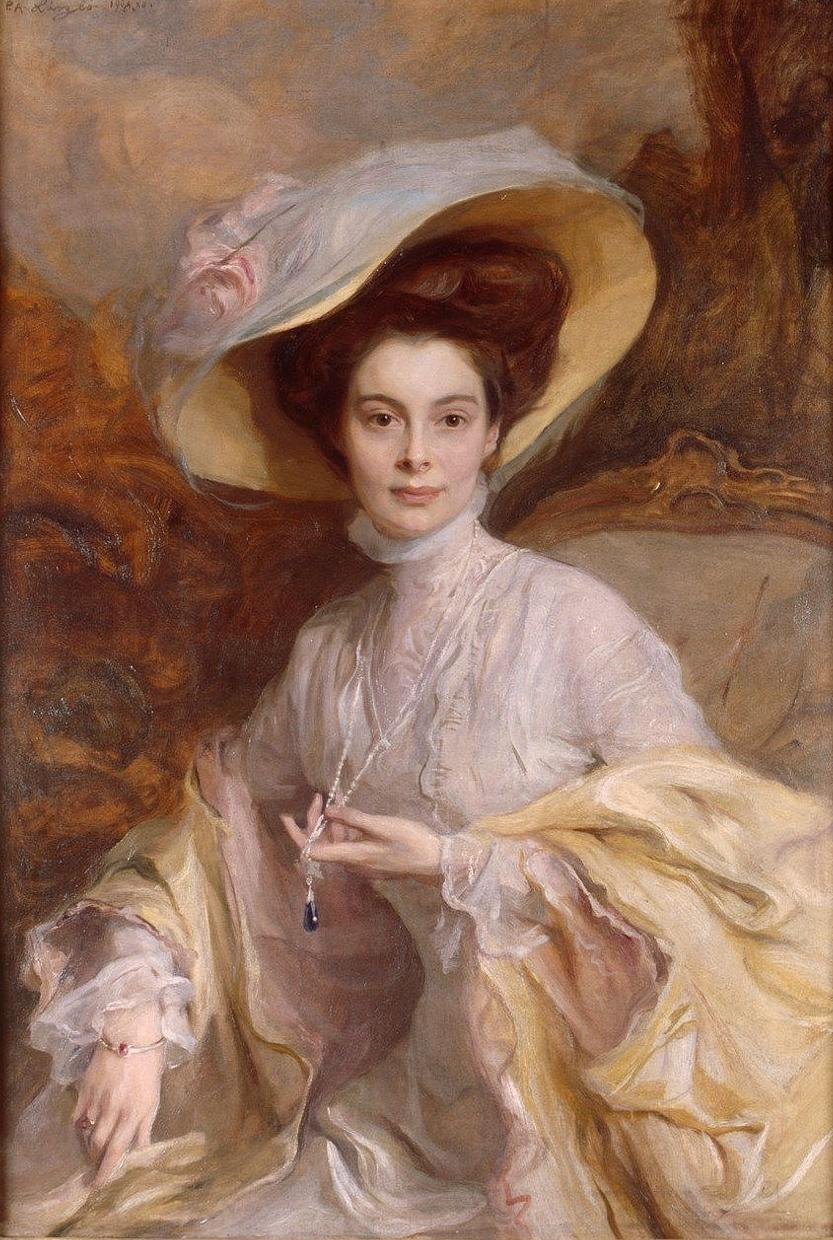
Cecília trónörökösné, 1908
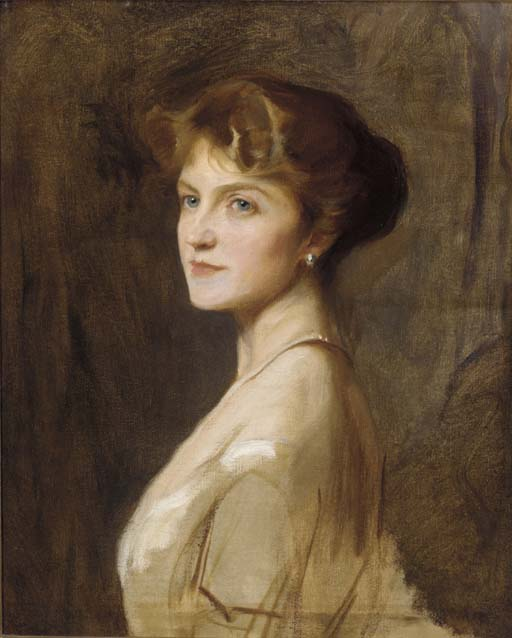
Ivy Cavendish-Bentinck, Portland hercegnője, 1915
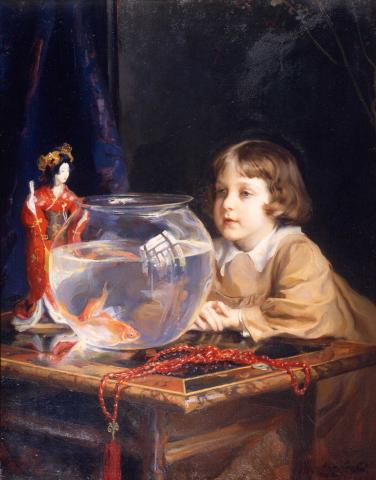
John de Laszlo, a művész legfiatalabb fia 1918
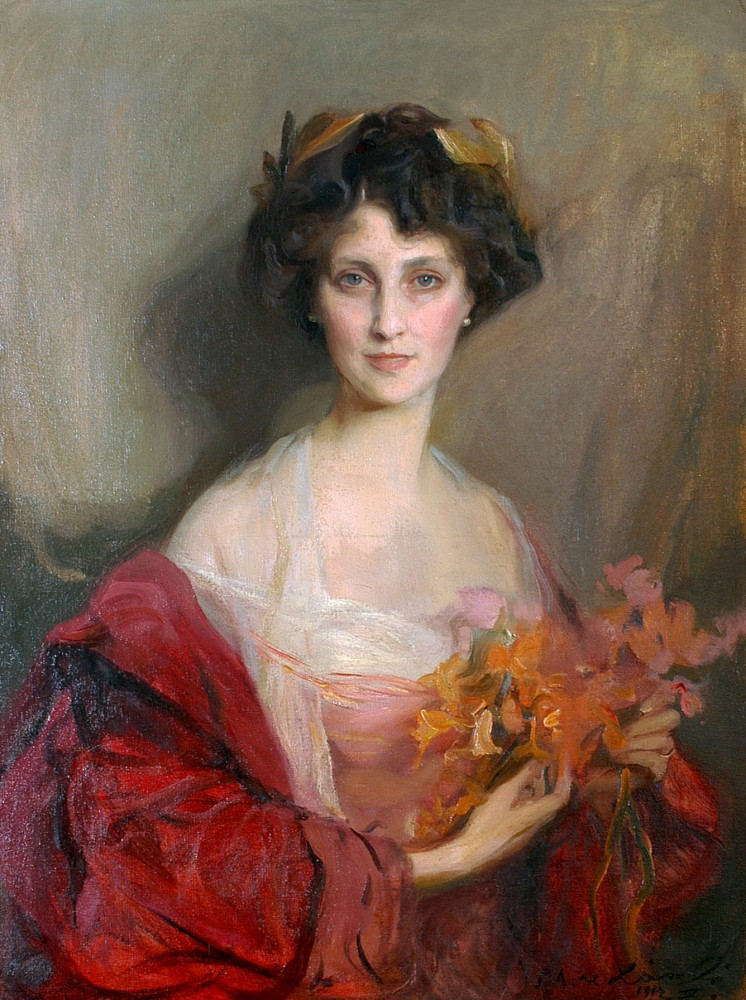
Winifred, Portland hercegnője, 1912
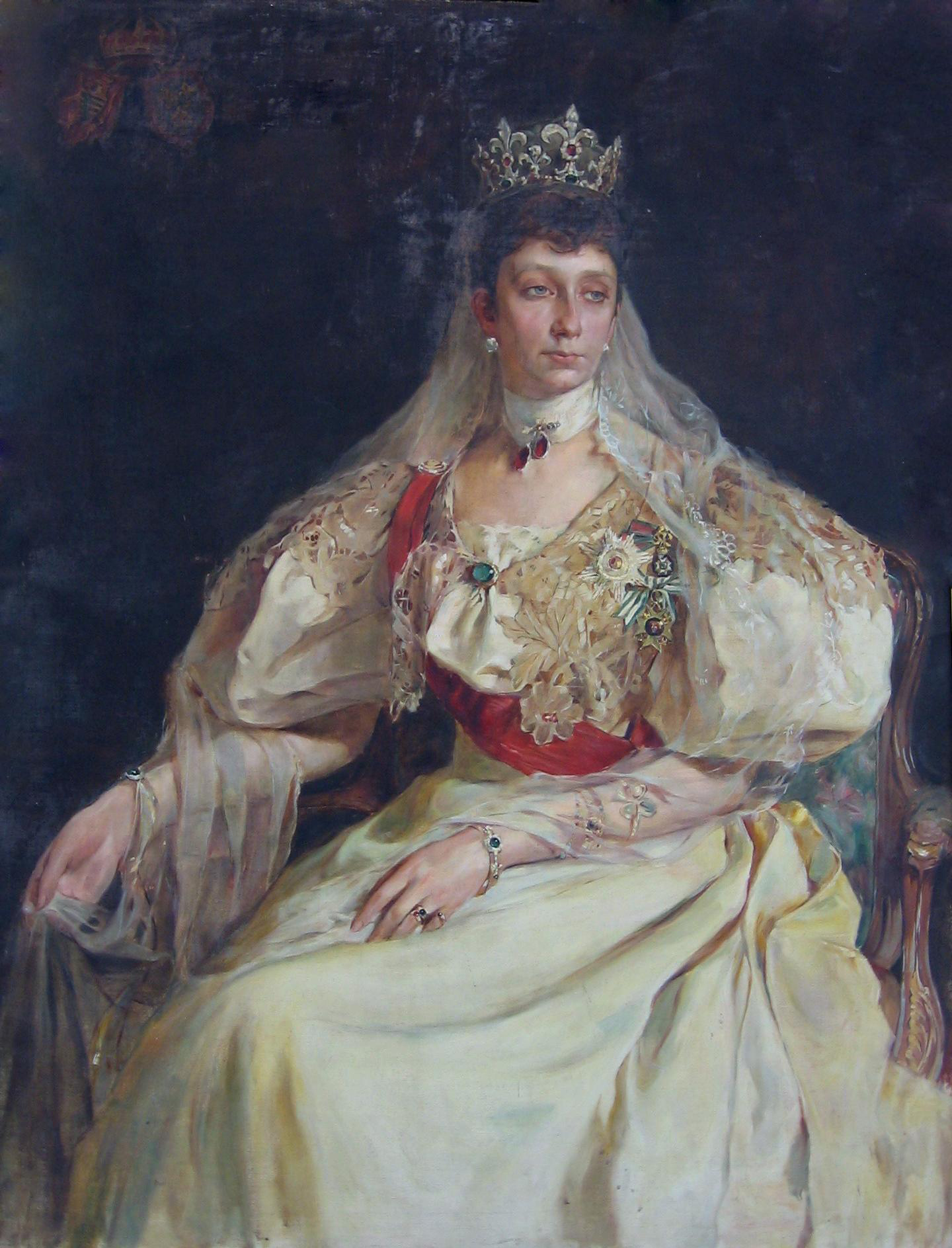
Mária Lujza bolgár fejedelemné
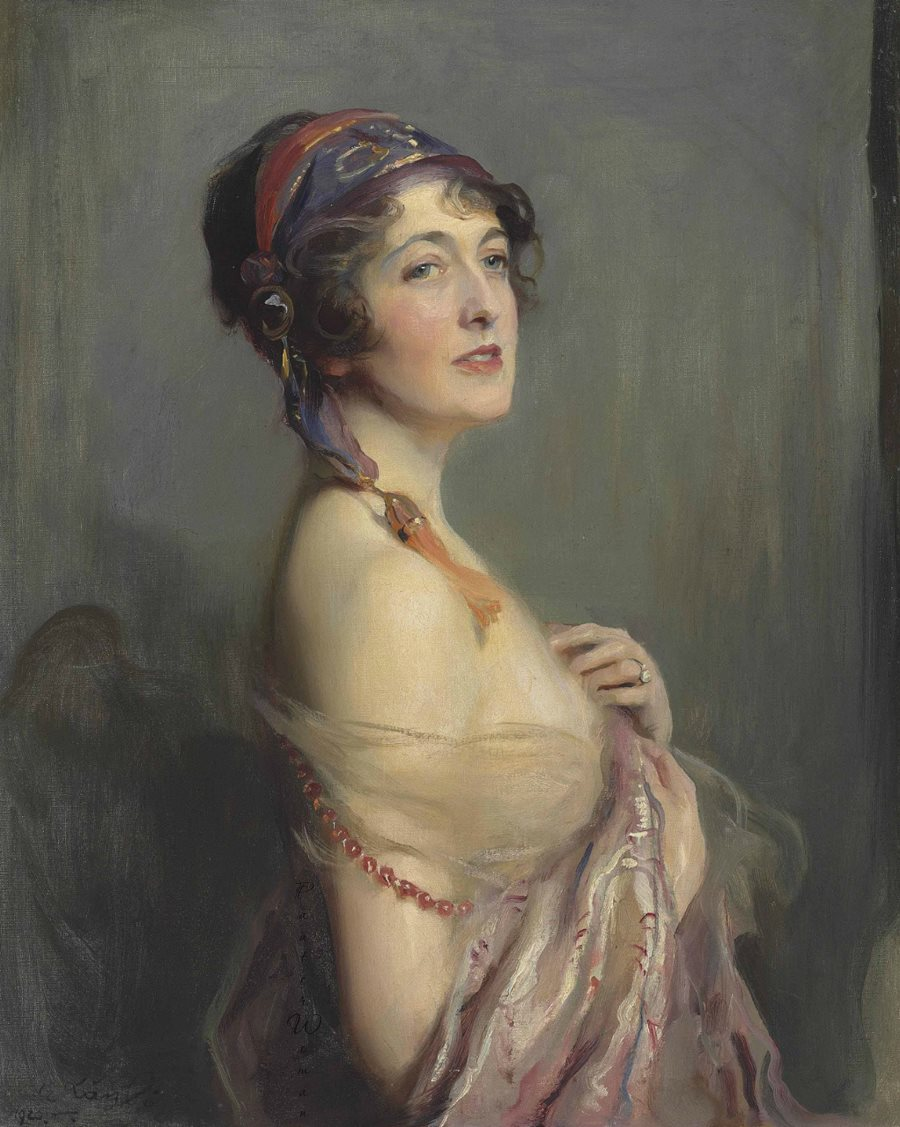
Mrs Wilfrid Ashley, 1920
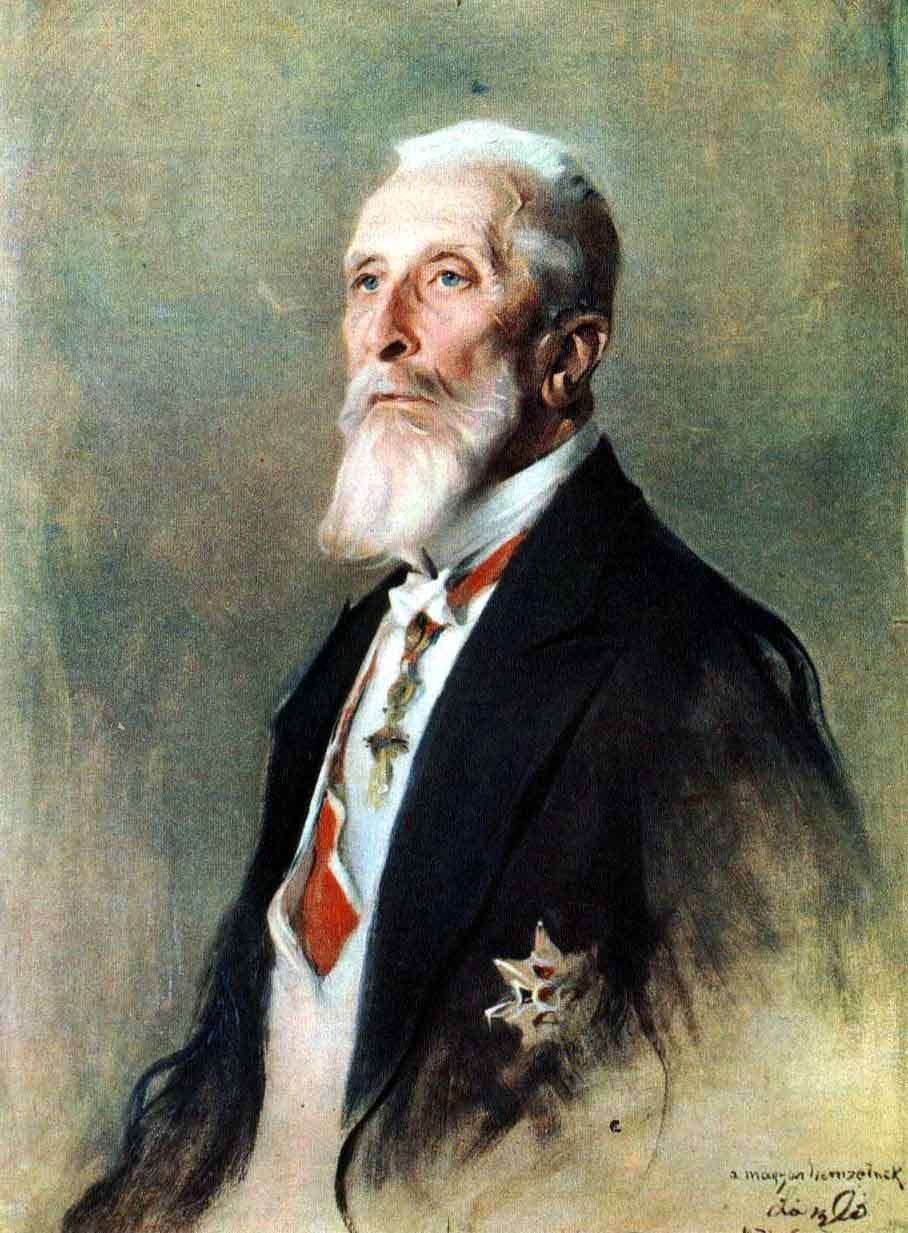
Gróf Apponyi Albert, az 1920-as párizsi békekonferencián a magyar delegáció vezetője
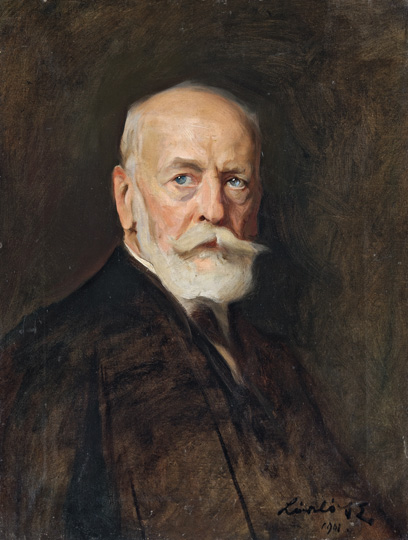
Görgei Artúr, az 1848–49-es forradalom és szabadságharc idején a magyar honvédsereg fővezére, hadügyminiszter
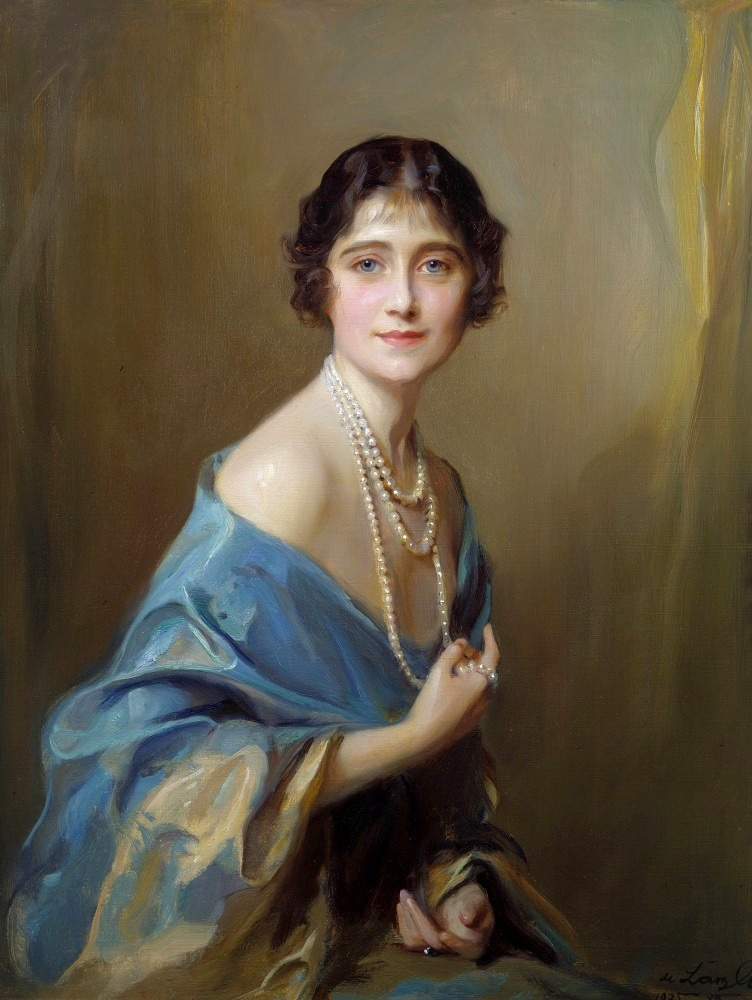
Erzsébet angol királyné, VI. György hitvese (York hercegnőjeként 1925-ben)
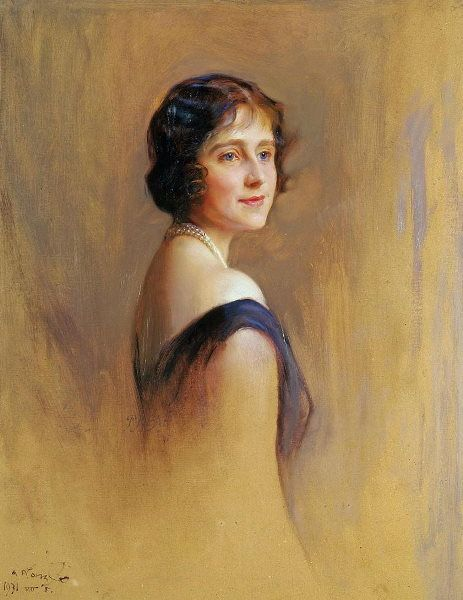
Erzsébet angol királyné, VI. György hitvese (York hercegnőjeként 1931-ben)

## Bélyegképei

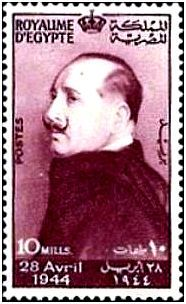
I. Fuád egyiptomi király
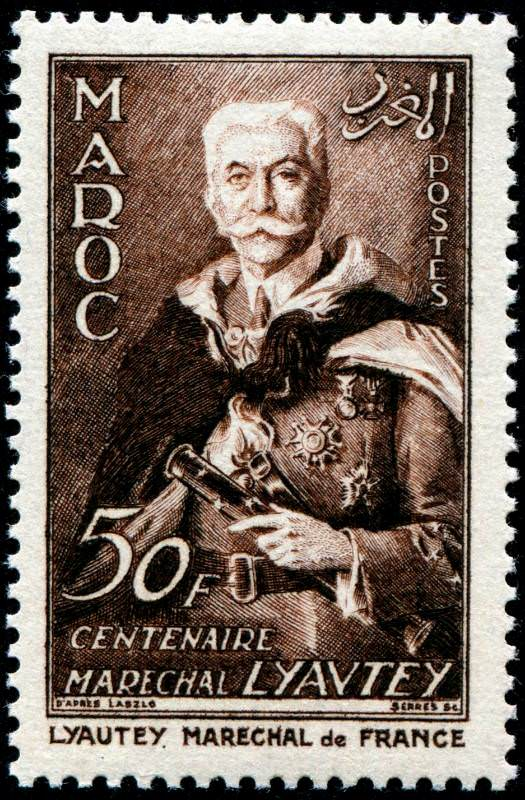
Hubert Lyautey francia marsall
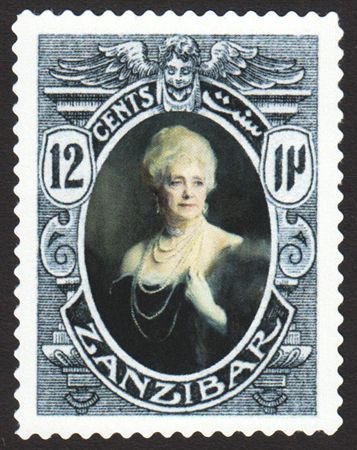
Mabell Ogilvy, Countess of Airlie
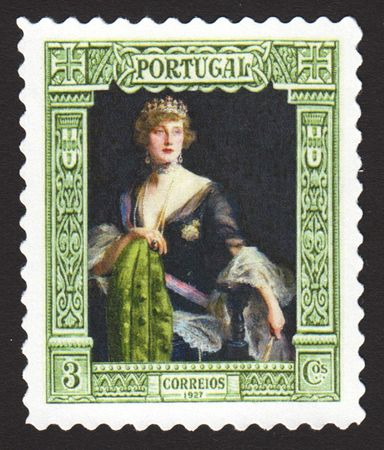
Augusta Victoria portugál királyné
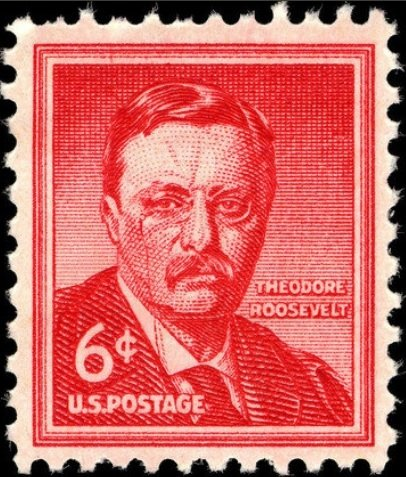
Theodore Roosevelt amerikai elnök
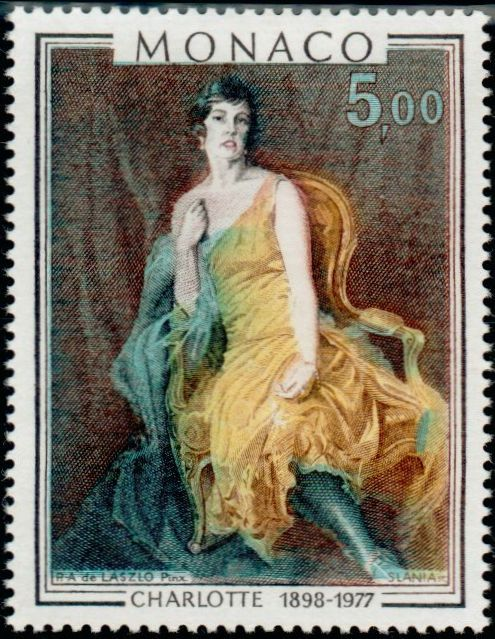
Sarolta monacói hercegnő
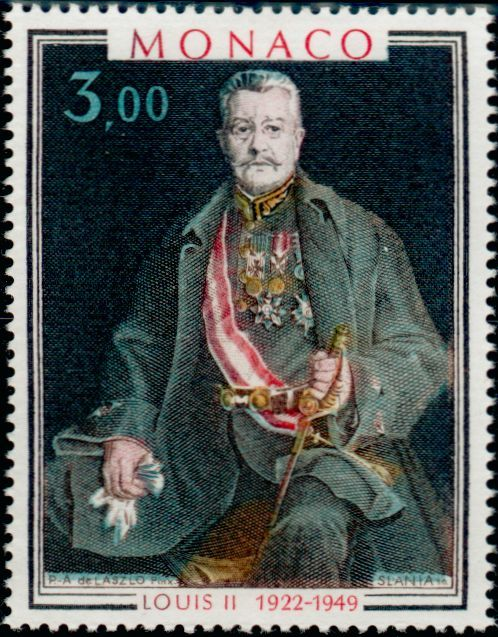
II. Lajos Monaco hercege
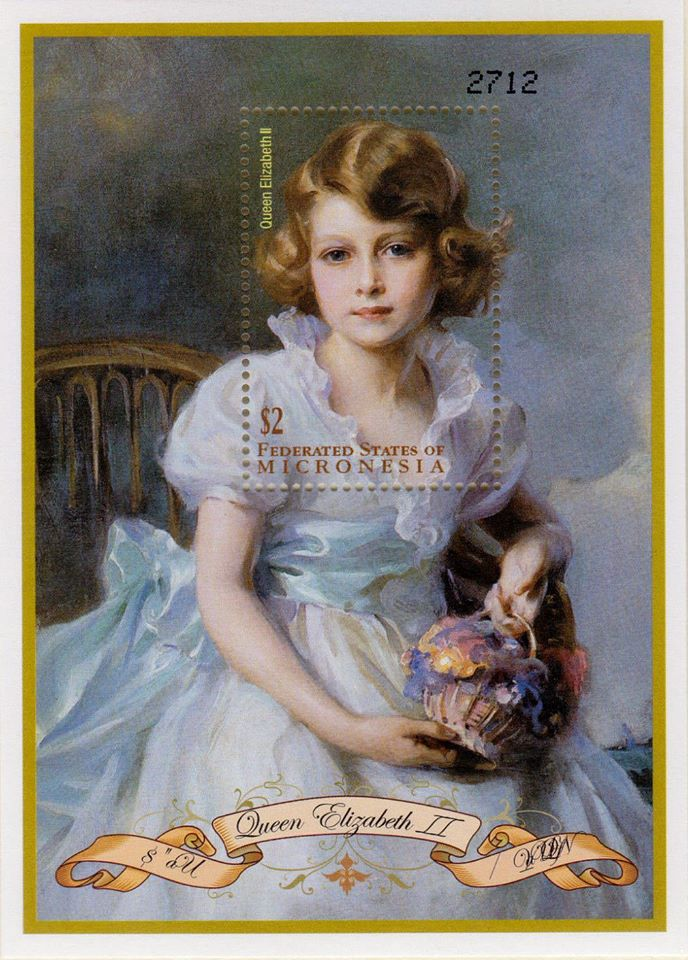
II. Erzsébet brit királynő hétévesen, yorki hercegnőként